# (134210) 2005 PQ21
(134210) 2005 PQ21 est un objet transneptunien faisant partie des objets épars, il mesure environ 150 km de diamètre.